# Atella di Napoli
Atella di Napoli  è stato un comune italiano della provincia di Napoli, esistito dal 1928 al 1946.

## Storia
Il comune venne creato nel 1928 dalla fusione  di Orta di Atella, Sant'Arpino e Succivo, tre comuni che all'epoca erano inclusi nel circondario di Caserta, nella provincia di Terra di Lavoro, soppressa nel 1927 dal governo Mussolini.

### Simboli
Fino al 1946 il comune di Atella di Napoli aveva un proprio stemma, riconosciuto con decreto del Capo del governo del 29 settembre 1936, ed un gonfalone concesso con regio decreto del 3 settembre 1936.
Lo stemma era interzato in palo e riuniva, sotto al capo del Littorio, gli elementi distintivi delle località che formavano il comune: san Paolo con la spada per Succivo, un castello per Orta di Atella e una mitra e pastorale storici simboli di Sant'Arpino.